# Tim Howard
Timothy Matthew Howard (North Brunswick, 6. ožujka 1979.) bivši je američki nogometaš.

## Vanjske poveznice
- Profil na Transfermarktu
- Profil na Soccerwayu